# Irreligião no Canadá

Porcentagem de pessoas que não têm religião em cada província ou território canadense.
0–9% sem religião
10–19% sem religião
20–29% sem religião
30–39% sem religião
≥ 40% sem religião

A irreligião é comum em todas as províncias e territórios do Canadá. Os canadenses sem religião incluem ateus, agnósticos, deístas e humanistas. As pesquisas também podem incluir aqueles que são espirituais e panteístas. O censo canadense de 2011 relatou que 23.9% dos canadenses não declaram nenhuma afiliação religiosa. De acordo com os consultores sobre tolerância religiosa de Ontário, entre os estimados 4,9 milhões de canadenses não religiosos, uma estimativa de 1,9 milhões especificaria-se ateu, 1,8 milhões especificaria-se agnóstico, e 1,2 milhões humanista.

## Pesquisas e opinião pública
Em 2011, uma pesquisa realizada pela Ipsos-Reid mostrou que 47% da população canadense acreditava que a religião causa mais mal no mundo do que o bem, enquanto 64% acreditavam que a religião fornece mais perguntas do que respostas. Em 2008 um inquérito telefônico da imprensa canadense Harris-Decima sobre 1.000 canadenses encontrou que 23% estavam dispostos a afirmar que não acreditavam em nenhum deus.
A pesquisa canadense da Ipsos-Reid divulgada em 12 de setembro de 2011, intitulada "Os canadenses divididos sobre se a religião faz mais mal no mundo do que bem", amostrou que de 1.129 adultos canadenses, 30% não acreditam em um deus. Curiosamente, a mesma pesquisa descobriu que 33% dos entrevistados que se identificaram como católicos e 28% protestantes disseram que não acreditavam em um deus.
Um inquérito de 80 perguntas por correspondência para 420 canadenses, enviados pelo Centro de Pesquisa da Universidade de Carleton e pela Associação de Estudos Canadenses de Montreal revelou que 30% concordaram com a afirmação: "Eu sei que Deus realmente existe e não tenho dúvidas", 20% "Têm dúvidas", mas "sentem que acreditam em Deus", 10% responderam que acreditam em Deus "às vezes", 20% disseram que não acreditam em um "Deus pessoal", mas "acreditam em um poder superior" 12% adotaram a posição agnóstica clássica e disseram que "não sabem se há um Deus e não acreditam que há uma maneira de descobrir", e 7% disseram que não existe um deus. Um pouco mais da metade acreditava no céu, enquanto menos de um terço acreditava no inferno, com 53,5% dizendo que acreditavam na vida após a morte. Cerca de 27% disseram acreditar na reencarnação e 50% expressaram crença em milagres religiosos.

## Associações
Alguns canadenses não-religiosos formaram associações, como a Associação Humanista do Canadá, o Centro de Inquérito do Canadá ou a Toronto Secular Alliance. Em 1999, alguns canadenses não-religiosos assinaram uma petição para remover "Deus" do preâmbulo da constituição canadense. Svend Robinson, que apresentou esta petição no parlamento, foi posteriormente relegado para o backbenches por seu líder de partido. Pouco depois, o mesmo grupo pediu para remover "Deus" do hino nacional canadense, "Ó Canadá", mas em foi vão.

## Irreligião por província ou território
Abaixo está um lista com as províncias e territórios canadenses classificados por porcentagem da população que reivindica nenhuma religião de acordo com o Censo canadense de 2001 e o Censo canadense de 2011.
| Posição | Província ou Território  | Porcentagem de pessoas sem religião em 2001 | Porcentagem de pessoas sem religião em 2011 | Mudança entre os dados de (2001-2011) |
| ------- | ------------------------ | ------------------------------------------- | ------------------------------------------- | ------------------------------------- |
| -       | Canadá                   | 16.2%                                       | 23.9%                                       | +7.7                                  |
| 1       | Yukon                    | 37.4%                                       | 49.9%                                       | +12.5                                 |
| 2       | Colúmbia Britânica       | 35.1%                                       | 44.1%                                       | +9.0                                  |
| 3       | Alberta                  | 23.1%                                       | 31.6%                                       | +8.5                                  |
| 4       | Territórios do Noroeste  | 17.4%                                       | 30.5%                                       | +13.1                                 |
| 5       | Manitoba                 | 18.3%                                       | 26.5%                                       | +8.2                                  |
| 6       | Saskatchewan             | 15.4%                                       | 24.4%                                       | +9.0                                  |
| 7       | Ontário                  | 16.0%                                       | 23.1%                                       | +7.1                                  |
| 8       | Nova Escócia             | 11.6%                                       | 21.8%                                       | +10.2                                 |
| 9       | Novo Brunswick           | 7.8%                                        | 15.1%                                       | +7.3                                  |
| 10      | Ilha do Príncipe Eduardo | 6.5%                                        | 14.4%                                       | +7.9                                  |
| 11      | Nunavut                  | 6.0%                                        | 13.0%                                       | +7.0                                  |
| 12      | Quebec                   | 5.6%                                        | 12.1%                                       | +6.5                                  |
| 13      | Terra Nova e Labrador    | 2.5%                                        | 6.2%                                        | +3.7                                  |